# Jan Brochowski (kasztelan)
Jan Brochowski herbu Prawdzic – kasztelan zakroczymski w 1620 roku, podkomorzy zakroczymski w 1618 roku, chorąży liwski w 1607 roku.
Studiował na Uniwersytecie w Grazu w 1601 roku.